# 11 juillet
Pour les articles homonymes, voir Onze-Juillet.
11 juin 11 août
Chronologies thématiques
- Croisades
- Ferroviaires
- Sports
- Disney
- Anarchisme
- Catholicisme

Abréviations / Voir aussi
- (° 1852) = né en 1852
- († 1885) = mort en 1885
- a.s. = calendrier julien
- n.s. = calendrier grégorien
- Calendrier
- Calendrier perpétuel
- Liste de calendriers
- Naissances du jour

Le 11 juillet est le 192e jour de l'année du calendrier grégorien, 193e lorsqu'elle est bissextile, il en reste ensuite 173.
Son équivalent était généralement le 23 messidor du calendrier républicain / révolutionnaire français, officiellement dénommé jour du haricot.

## Événements

### Vesiècle
- 472 : l'empereur romain d'Occident Anthémius est capturé et mis à mort (Décès infra in fine).

### VIIIesiècle
- 755 : le nouveau roi des Francs Pépin le Bref premier carolingien du titre réaffirme un monopole royal de frappe de la monnaie dans un capitulaire de Ver et en émettant un denier d’argent avec son monogramme.

### Xesiècle
- 937 : Conrad III devient roi de Bourgogne transjurane.[réf. nécessaire]

### XIIesiècle
- 1156 : siège du Shirakawa-den au Japon.
- 1174 : Baudouin IV devient roi de Jérusalem.

### XIVesiècle
- 1302 : bataille de Courtrai dite « bataille des Éperons d'or ».
- 1346 : Charles IV devient roi des Romains (Saint-Empire romain germanique).

### XVIesiècle
- 1533 : excommunication du roi Henri VIII d'Angleterre.

### XVIIIesiècle
- 1708 : bataille d'Audenarde. L'armée française du duc de Vendôme est battue par les Impériaux du Prince Eugène, et les Anglais du duc de Marlborough.
- 1789 : le roi de France Louis XVI renvoie son populaire ministre suisse Jacques Necker, ce congédiement provoquant l'effondrement de la Bourse de Paris, de l'agitation au Palais-Royal et les imminentes émeutes des lendemain et surlendemain 12 et 13 juillet dans la même ville.

### XIXesiècle
- 1804 : duel Hamilton-Burr.
- 1859 : signature de l'armistice de Villafranca, qui met fin à la deuxième guerre d'indépendance italienne.

### XXesiècle
- 1921 : une trêve met fin à la guerre d'indépendance irlandaise.
- 1946 : accident sur le Vol 513 TWA. L'avion s’écrase près de Reading, en Pennsylvanie à la suite de l'apparition d'un feu en vol. Cinq membres d'équipage sont tués.
- 1947 : le paquebot Président-Wardfield appareille du port de Sète, France, en direction de la Palestine, avec à son bord, 4 400 juifs, survivants des camps de l'Allemagne nazie. Pendant la traversée, les passagers nomment le navire Exodus en souvenir du périple de Moïse vers la Terre sainte.
- 1957 : Karim devient le nouvel Aga Khan.
- 1960 : Moïse Tshombé proclame l'indépendance de l'État du Katanga lors de la crise congolaise.
- 1962 : la première mondovision entre les États-Unis et la France est effectuée
- 1995 : massacre de Srebrenica.

### XXIesiècle
- 2002 : des militaires marocains débarquent sur l'îlot espagnol inhabité de Persil.
- 2006 : attentats à Bombay.
- 2010 : l'Espagne remporte la finale de la Coupe du monde de football en Afrique du Sud face aux Pays-Bas.
- 2011 : résolution n°1997 du Conseil de sécurité des Nations unies à la suite de rapports du secrétaire général sur le Soudan.
- 2021 : 
  - en Bulgarie, les élections législatives ont lieu de manière anticipée afin de renouveler les 240 membres de l'Assemblée nationale du pays[1]. C'est le parti Il y a un tel peuple, issu des manifestations anti-corruption de 2020-2021 qui remporte le scrutin[2].
  - en Moldavie, les élections législatives ont lieu de manière anticipée afin de renouveler les 101 députés du Parlement du pays[3]. C'est le parti de la présidente Maia Sandu qui arrive en tête[4].
  - en Slovénie, un référendum a lieu afin de permettre à la population de se prononcer sur une modification de la loi protégeant les zones aquatiques et côtières votée auparavant par le parlement[5]. Les résultats donnent une large victoire du « Non » au projet de loi[6].

## Arts, culture et religion
- 1696 : Frédéric Ier (roi de Prusse) fonde l'Académie des arts de Berlin.
- 1701: Angèle de Foligno est déclarée bienheureuse par le pape catholique Clément XI.
- 1709 : décret de l'archevêque de Paris le cardinal Louis-Antoine de Noailles qui « supprime et éteint à perpétuité » l'abbaye et le monastère de Port Royal en partie limitrophes de Paris.
- 1922 : inauguration de l'Hollywood Bowl.
- 1960 : parution de Ne tirez pas sur l'oiseau moqueur / To Kill a Mockingbird de Harper Lee.
- 2016 : lancement du service de distribution de programmes de télévision Molotov TV.

## Sciences et techniques
- 1801 : l'astronome Jean-Louis Pons découvre sa première comète avec une lunette de sa fabrication.
- 1897 : lancement de l'expédition polaire de Salomon August Andrée.
- 1979 : la station spatiale Skylab se désintègre en rentrant dans l'atmosphère terrestre.
- 2021 : premier vol suborbital avec passagers de l'avion spatial VSS Unity de Virgin Galactic[7],[8].

## Économie et société
- 1848 : ouverture de la gare de Londres-Waterloo.
- 1973 : le vol Varig 820 s'écrase dans un champ à Saulx-les-Chartreux en raison d'un feu de cabine alors qu'il est à l'approche de l'aéroport de Paris-Orly (123 personnes victimes).
- 1978 : la catastrophe de Los Alfaques voit un camion-citerne exploser à proximité d'un terrain de camping (217 morts et de nombreux blessés).
- 1991 : la chute du vol Nigeria Airways 2120 peu après son décollage de Djeddah en Arabie tue les 247 passagers et 14 membres d'équipage.
- 2017 : le Comité international olympique (C.I.O.) décide d'attribuer les Jeux olympiques de 2024 et ceux de 2028 à Paris et à Los Angeles dans un ordre restant à définir (2024 confirmés pour Paris), après que ces deux sites les ont déjà accueillis respectivement en 1924 et 1984.

## Naissances

### XVIesiècle
- 1561 : Luis de Góngora y Argote, poète espagnol († 24 mai 1627).

### XVIIesiècle
- 1662 : Maximilien-Emmanuel de Bavière, gouverneur des Pays-Bas méridionaux († 26 février 1726).
- 1698 : Jean-Michel Chevotet, architecte français († 4 décembre 1772).

### XVIIIesiècle
- 1723 : Jean-François Marmontel, philosophe français († 31 décembre 1799).
- 1732 : Joseph Jérôme Lefrançois de Lalande, astronome français († 4 avril 1807).
- 1738 : Albert de Saxe-Teschen, gouverneur des Pays-Bas autrichiens de 1780 à 1794 († 10 février 1822).
- 1757 : Johann Matthäus Bechstein, zoologiste allemand († 23 février 1822).
- 1767 : John Quincy Adams, sixième président des États-Unis, en fonction de 1825 à 1829 († 23 février 1848).
- 1798 : Paolo Savi, géologue et ornithologue italien († 5 avril 1871).

### XIXesiècle
- 1807 : Josef Tichatschek, chanteur d'opéra allemand († 18 janvier 1886).
- 1844 : Piotr Tkatchev, révolutionnaire russe († 4 janvier 1886).
- 1846 : Léon Bloy, écrivain français († 3 novembre 1917).
- 1861 : Maurice Wilmotte, romaniste belge († 9 juin 1942).
- 1864 : Peter Deunov (Петър Константинов Дънов), philosophe et théologien bulgare († 27 décembre 1944).
- 1886 : Germain Cuzacq, militaire français († 3 septembre 1916).
- 1892 : Thomas Mitchell, acteur américain († 17 décembre 1962).
- 1897 : Gregorio Fuentes, capitaine de navire cubain († 13 janvier 2002).
- 1898 : Georg Eißer, juriste allemand († 4 juin 1964).
- 1899 : Elwyn Brooks White, écrivain américain († 1er octobre 1985).

### XXesiècle
- 1901 : Gwendolyn Lizarraga, femme d'affaires, militante des droits des femmes et ministre bélizienne († 9 juin 1975).
- 1903 : 
  - Philippe Erlanger, haut fonctionnaire, écrivain et biographe français († 23 / 28 novembre 1987).
  - William Fischer, espion soviétique né en Grande-Bretagne, connu sous le nom de Rudolf Abel († 15 novembre 1971).
- 1904 : Antonin Ver, homme politique français († 3 janvier 1997).
- 1905 : 
  - Sidney Franklin, matador américain († 26 avril 1976).
  - Paul Wormser, champion olympique d'escrime et résistant français († 17 août 1944).
- 1906 : 
  - Herbert Wehner, homme politique allemand († 19 janvier 1990).
  - Georges Hugnet, poète, écrivain, graphiste et cinéaste français († 26 juin 1974).
- 1912 : Robert Rocca, chansonnier français († 11 avril 1994).
- 1915 :
  - El Sargento (Guillermo Rodríguez Martínez dit), matador péruvien († 2 octobre 1951).
  - Guy Schoeller, éditeur français († 24 octobre 2001).
- 1916 :
  - Alexandre Mikhaïlovitch Prokhorov (Александр Михайлович Прохоров), physicien russe, prix Nobel de physique 1964 († 8 janvier 2002).
  - Gough Whitlam, homme politique australien, 21e premier ministre d’Australie, de 1972 à 1975 († 20 octobre 2014).
- 1919 : Henri Fenet, milicien puis militaire français dans la Waffen-SS († 14 septembre 2002).
- 1920 :
  - James von Brunn, officier et journaliste américain († 6 janvier 2010).
  - Yul Brynner, acteur américain d’origine russe († 10 octobre 1985).
  - Moshé Catane, bibliothécaire et écrivain français († 20 novembre 1995).
- 1921 :
  - Jean-Claude Deret (Claude Breitman dit), acteur français († 12 décembre 2016).
  - Franco Volpi, acteur italien († 1er janvier 1997).
- 1922 : 
  - Gene Evans, acteur américain († 1er avril 1998).
  - Kwan Hi Lim (en), acteur américano-coréen († 22 décembre 2008).
- 1923 : 
  - Dan Barry, auteur de bandes dessinées américain († 25 janvier 1997).
  - Germain Muller, auteur dramatique, chansonnier, poète et humoriste français († 10 octobre 1994).
- 1924 : Henry Hermand, dirigeant français d'entreprise († 6 novembre 2016).
- 1925 :
  - Paul Bertrand, prélat français († 27 juillet 2022).
  - Nicolai Gedda, ténor suédois († 8 janvier 2017).
  - Sid Smith, joueur de hockey sur glace canadien († 29 avril 2004).
- 1927 : Theodore Maiman, physicien américain († 5 mai 2007).
- 1928 :
  - Michel Aurillac, homme politique français († 6 juillet 2017).
  - Bobo Olson, boxeur américain († 16 janvier 2002).
- 1931 :
  - Tab Hunter, acteur et chanteur américain († 8 juillet 2018).
  - Christiane Minazzoli, actrice française († 2 novembre 2014).
  - Yasuo Ōtsuka (大塚 康生), chef animateur, concepteur de personnages et réalisateur japonais († 15 mars 2021).
- 1932 : Jean-Guy Talbot, joueur de hockey sur glace québécois († 22 février 2024).
- 1934 :
  - Giorgio Armani, styliste italien.
  - Guy Borremans, photographe et directeur de la photographie québécois d’origine belge († 29 décembre 2012).
- 1935 : Theodore Weesner, écrivain américain († 25 juin 2015).
- 1936 : Henri Coulonges, écrivain français († 4 mai 2023).
- 1938 : Francis Bayer, compositeur et musicologue français († 2 janvier 2004).
- 1940 : 
  - Yvon Charbonneau, syndicaliste et homme politique québécois († 22 avril 2016).
  - Jacques Revaux (Jacques Abel Jules Revaud dit), compositeur français de musiques de chansons à succès.
- 1941 : Rosa Morena, chanteuse et actrice espagnole († 4 décembre 2019).
- 1943 :
  - Muriel Baptiste (Yvette Baptiste dite), actrice française († 7 septembre 1995).
  - Michèle Barzach, femme politique française, ministre de la santé et de la famille de 1986 à 1988.
  - Tom Holland, réalisateur américain.
- 1945 : Normand Lester, journaliste d’enquête et auteur québécois.
- 1949 : Liona Boyd, guitariste classique, compositrice et chanteuse canadienne née en Angleterre.
- 1950 :
  - Lawrence J. DeLucas, astronaute américain.
  - Bruce McGill, acteur américain
  - Lillian Watson, nageuse américaine, double championne olympique.
- 1951 :
  - Viatcheslav Anissine (Вячеслав Михайлович Анисин), joueur de hockey sur glace russe.
  - Évelyne Leclercq, speakerine, animatrice de télévision et actrice française.
  - Bonnie Pointer, chanteuse américaine († 8 juin 2020).
- 1952 : Bill Barber, joueur de hockey sur glace canadien.
- 1953 :
  - Peter Brown (en), chanteur, instrumentiste et réalisateur artistique américain.
  - Leon Spinks, boxeur américain.
- 1955 : Titouan Lamazou, navigateur et dessinateur béarnais et français vainqueur du premier Vendée-Globe.
- 1956 :
  - Robin Renucci, acteur et professeur français de théâtre.
  - Sela Ward, actrice et productrice américaine.
- 1959 :
  - Fabienne Chauvière, journaliste française († 11 février 2024).
  - Tobias Moretti, acteur autrichien.
  - Richie Sambora, musicien américain, guitariste du groupe Bon Jovi.
  - Suzanne Vega, chanteuse américaine.
- 1960 : Jafar Panahi (جعفر پناهي), réalisateur, scénariste et producteur iranien.
- 1962 : Gaétan Duchesne, joueur de hockey sur glace québécois († 16 avril 2007).
- 1963 : Al MacInnis, joueur de hockey sur glace canadien.
- 1966 : Cheb Mami / الشاب مامي (Mohamed Khelifati / محمد خليفاتي  dit), chanteur de raï algérien.
- 1969 : Gaëlle Voiry, reine de beauté, mannequin et styliste française élue Miss Médoc, Miss Aquitaine 1989 puis Miss France 1990 (la 60e Miss France) († 28 septembre 2019).
- 1970 : Justin Chambers, acteur américain.
- 1972 : Michael Rosenbaum, acteur américain.
- 1973 : 
  - Anatol Afoote Afotuku, homme politique de la République démocratique du Congo.
  - Jeon Ki-young, judoka sud-coréen, champion olympique.
  - Konstantínos Kentéris, athlète grec spécialiste du 200 m, champion olympique.
- 1974 :
  - Michelle Edwards, joueuse de badminton sud-africaine.
  - Lil' Kim (Kimberly Denise Jones dite), chanteuse américaine.
  - István Majoros, lutteur hongrois.
- 1975 : Rubén Baraja, footballeur espagnol.
- 1978 : Massimiliano Rosolino, nageur italien, champion olympique.
- 1979 : Im Soo-jeong (임수정), actrice sud-coréenne.
- 1980 : Steeve Elana, footballeur français.
- 1982 : Sébastien Point, physicien et écrivain scientifique français.
- 1983 : Peter Cincotti, chanteur américain.
- 1984 :
  - Joe Pavelski, joueur de hockey sur glace américain.
  - Morné Steyn, joueur de rugby sud-africain.
  - Rachael Taylor, actrice australienne
- 1986 : Yoann Gourcuff, footballeur français.
- 1986 : Jean-Christophe Napoléon, Chef de la maison impériale française et prince Napoléon.
- 1988 : Joan Smalls, mannequin portoricain.
- 1990 :
  - Melissa Naschenweng, chanteuse autrichienne.
  - Níkos Pappás (Νίκος Παππάς), basketteur grec.
  - Caroline Wozniacki, joueuse de tennis danoise.
- 1991 : Soufiane Kaddouri, kick-boxeur néerlando-marocain.
- 1994 : Anthony Milford, joueur de rugby à XIII australo-samoan.
- 1997 : Lou-Adriane Cassidy, auteure-compositrice-interprète québécoise.
- 1998 : Ornella Elsa Ngassa Sokeng, taekwondoïste camerounaise.

## Décès

### IVesiècle
- 472 : Anthémius (Procopius Anthemius Augustus en latin), empereur romain d'Occident de 467 à cette mort (° vers 420).

### Xesiècle
- 937 : Rodolphe II, roi de Bourgogne de 934 à 937 et d'Italie de 922 à 925 (° 880).

### XIIesiècle
- 1174 : Amaury Ier, roi de Jérusalem de 1162 à 1174 (° 1136).

### XIVesiècle
- 1302 :
  - Pierre Flote, légiste français (° milieu du XIIIe siècle).
  - Robert II, comte d'Artois (° septembre 1250).

### XVIIesiècle
- 1694 : Philippe-Christophe de Kœnigsmark, officier supérieur de cavalerie de la cour de Hanovre (° 14 mars 1665).

### XVIIIesiècle
- 1703 : Pierre de Bonzi, prélat français (° 15 avril 1631).
- 1731 : Jean-François Leriget de La Faye, diplomate et poète français (° 1674).
- 1763 : Pehr Forsskål, explorateur, orientaliste et naturaliste suédois (° 11 janvier 1732).

### XIXesiècle
- 1845 : Johann Wilhelm Meigen, entomologiste allemand (° 3 mai 1764).
- 1886 : 
  - Jean-Baptiste Chatigny, sculpteur et peintre français (° 19 janvier 1834).
  - Edward Kerrison, homme politique britannique (° 2 janvier 1821).
  - Jules Malou, homme politique belge (° 19 octobre 1810).
- 1892 : Ravachol (François Claudius Koënigstein dit), militant anarchiste français (° 14 octobre 1859).

### XXesiècle
- 1903 : William Ernest Henley, poète, critique littéraire et éditeur britannique (° 23 août 1849).
- 1909 : Simon Newcomb, astronome, mathématicien, économiste et statisticien américain (° 12 mars 1835).
- 1916 : Rik Wouters, peintre fauviste belge (° 21 août 1882).
- 1920 : Eugénie de Montijo (María Eugenia Ignacia Agustina de Palafox-Portocarrero de Guzmán y Kirkpatrick dite), impératrice française, veuve de l'empereur Napoléon III (° 5 mai 1826).
- 1931 : Jean-Louis Forain, caricaturiste français (° 23 octobre 1852).
- 1937 : George Gershwin, compositeur américain (° 26 septembre 1898).
- 1942 : Auguste Germain, poète français (° 16 août 1878).
- 1948 : Franz Weidenreich, anatomiste et paléoanthropologue allemand (° 7 juin 1873).
- 1964 : Maurice Thorez, homme politique français, deux fois ministre, vice-président du Conseil des ministres et secrétaire général du Parti communiste français de 1930 à 1964 (° 28 avril 1900).
- 1967 : Guy Favreau, homme politique et juge québécois (° 20 mai 1917).
- 1970 : André Lurçat, architecte français (° 27 août 1894).
- 1973 :
  - Alexandre Mossolov (Александр Васильевич Мосолов), compositeur russe (° 11 août 1900).
  - Robert Ryan, acteur américain (° 11 novembre 1909).
- 1979 : Claude Wagner, homme politique québécois (° 4 avril 1925).
- 1983 : Ross Macdonald, romancier américain (° 13 décembre 1915).
- 1989 : Laurence Olivier, homme de cinéma et de théâtre britannique (° 22 mai 1907).
- 1999 : Helen Forrest, chanteuse américaine (° 12 avril 1917).

### XXIesiècle
- 2003 : Monique Messine, actrice et chanteuse française (° 2 avril 1940).
- 2004 : Renée Saint-Cyr, comédienne française (° 16 novembre 1904).
- 2005 : Frances Langford, actrice et chanteuse américaine (° 4 avril 1913).
- 2006 : Guy Pedroncini, historien français (° 17 mai 1924).
- 2007 :
  - Ove Grahn, footballeur suédois (° 9 mai 1943).
  - Lady Bird Johnson, première dame des États-Unis de 1963 à 1969, veuve de Lyndon B. Johnson (° 22 décembre 1912).
  - Alfonso López Michelsen, homme politique colombien, président de Colombie de 1974 à 1978 (° 30 juin 1913).
  - Babacar Niang, homme politique sénégalais (° 28 septembre 1930).
  - Jimmy Skinner, entraîneur de hockey sur glace canadien (° 12 janvier 1917).
- 2008 : Michael E. DeBakey, chirurgien américain (° 7 septembre 1908).
- 2009 :
  - Reggie Fleming, joueur de hockey sur glace canadien (° 21 avril 1936).
  - Arturo Gatti, boxeur italo-canadien (° 15 avril 1972).
- 2010 : Louis Keller, inventeur américain (° 1923).
- 2011 :
  - Michael Evans, évêque catholique britannique (° 10 août 1951).
  - Tom Gehrels, astronome américano-néerlandais (° 25 février 1924).
  - Jaroslav Jiřík, hockeyeur sur glace tchèque (° 10 décembre 1939).
  - George Lascelles, musicologue britannique issu de la famille royale britannique, cousin germain de la reine Élisabeth II (° 7 février 1923).
  - Filoimea Telito, pasteur et homme politique tuvaluan (° 19 mars 1945).
- 2012 :
  - Joe McBride, footballeur écossais (° 10 juin 1938).
  - André Simon, pilote de courses automobile français (° 5 janvier 1920).
- 2014 : Tommy Ramone (Tamás Erdélyi dit), musicien et producteur américain d’origine hongroise (° 29 janvier 1949).
- 2015 : Satoru Iwata (岩田 聡), producteur de jeux vidéo japonais, et P-DG de Nintendo (° 6 décembre 1959).
- 2018 : Nina Tamarina, entomologiste russe et soviétique (° 8 septembre 1926).
- 2019 : Vincent Lambert, infirmier en psychiatrie français (° 20 septembre 1976).
- 2021 : 
  - Laurent Monsengwo Pasinya, cardinal congolais (° 7 octobre 1939).
  - Renée Simonot Deneuve, veuve Dorléac, comédienne et actrice française, l'une des doyennes de sa corporation (° 10 septembre 1911).
- 2022 : José Guirao, administrateur culturel et homme politique espagnol (° 9 juin 1959).

## Célébrations

### Internationale
- Nations unies : journée mondiale de la population[9].
- Europe dont Union européenne et religion en chrétienté ci-après voire mont Cassin en Italie : date majeure via Saint Benoît saint-patron de l'Europe.

### Nationales

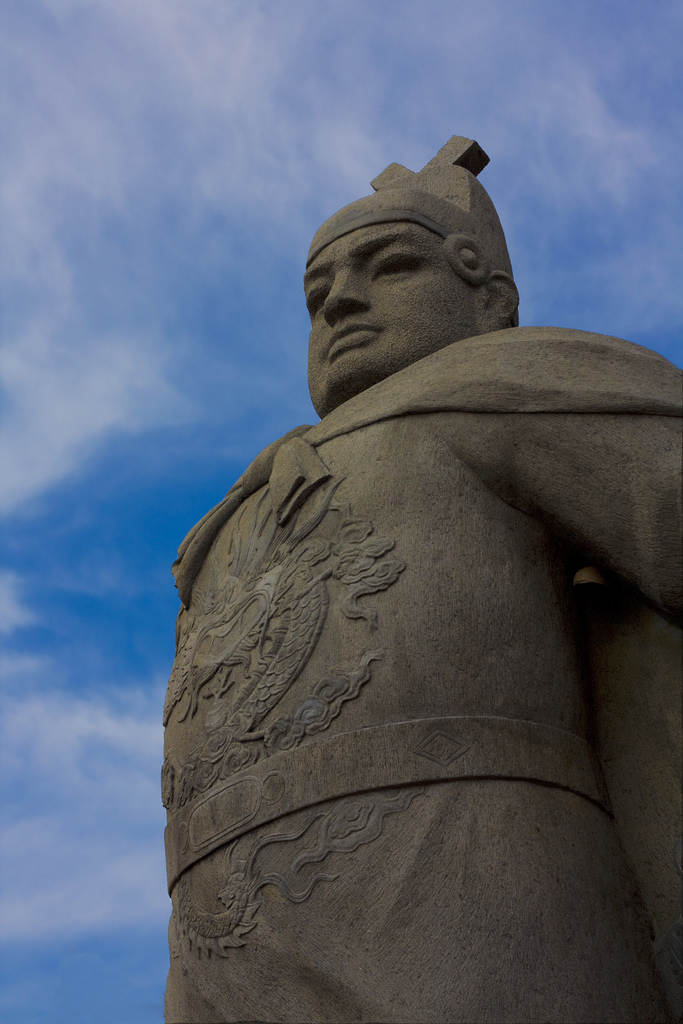
Une statue de Zheng He à Malacca en actuelle Indonésie

- Chine : 中国航海日 (zhōngguó hánghǎi rì / « fête de la mer » commémorant le premier voyage d'exploration du navigateur Zheng He (鄭和, statue en photographie ci-contre) vers l'occident et le sud marins de la Chine[10].
- Flandre (Belgique), voire nord du département français du Nord dans les Hauts-de-France (France), diasporas en Wallonie et dans le reste de la Belgique, de la France voire des Pays-Bas, de l'Union européenne et du monde : fête de la communauté flamande[11].
- Irlande du Nord (Royaume-Uni) : la Onzième nuit, veille de l'Orange Day dit The Twelfth commémorant de manière controversée la bataille de la Boyne en 1690 et la Glorieuse Révolution.
- Mongolie : premier jour de Naadam (Наадам en mongol, Naɤadum en mongol classique) signifiant « jeux », début de la fête nationale mongole s'étendant sur trois journées et soirées du 11 au 13 juillet[12].

### Religieuses
Christianisme : date majeure de la saint-Benoît ci-après dans la genèse du monachisme occidentalisé.

### Saints des Églises chrétiennes

#### Saints catholiques et orthodoxes du jour
Référencés ci-après in fine, :
- Abonde († 854), prêtre espagnol à Ananelos en Andalousie, martyr de Cordoue.
- Jean de Bergame (VIIe siècle), évêque de Bergame.
- Benoît de Nursie (480 - vers 547), patron de l'Europe et du monachisme chrétien occidental au Mont-Cassin / Monte-Cassino en Italie centrale.
- Berthevin de Parigny (Xe siècle), Français né dans la région de Lisieux, assassiné.
- Cindée de Pamphylie (IVe siècle), martyr.
- Cydroine (IIIe siècle), martyr.
- Drostan († vers 610), moine irlandais, disciple de saint Colomba, abbé de Deer dans le comté d'Aberdeen, évangélisateur du nord de l'Écosse[15].
- Euphémie de Chalcédoine († 304), martyre.
- Hydulphe de Moyenmoutier († 707), évêque et fondateur de monastères dans les Vosges.
- Placide et Sigisbert (VIIe siècle), Martyrs en Suisse.
- Pie Ier († 155), pape (10e) de 140 à 155.
- Léonce le jeune († v. 574), Archevêque de Bordeaux.
- Marcien (IIe siècle), Martyr à Iconium.
- Marcienne de Césarée († v. 303), vierge martyre.
- Olga de Kiev († 969), princesse, égale aux apôtres.
- Savin (de Cerisier) et Cyprien (VIe siècle), martyrs en Poitou.

#### Saints et bienheureux catholiques du jour
référencés ci-après du jour :
- Anne Xin, Marie Guo, Anne Jiao et Marie Lihua († 1900), Laïques martyres en Chine.
- Bertrand de Grandselve († 1149), bienheureux abbé.
- Ketille († 1151), prêtre danois.
- Marie-Élisabeth Pélissier, Marie-Claire Blanc et Marie-Marguerite de Barbegie d'Albarède († 1794), bienheureuses religieuses françaises martyres.
- Thomas Benstead et Thomas Sprott († 1600), bienheureux prêtres et martyrs en Angleterre.

#### Saints orthodoxes?
Outre les saints œcuméniques voire pré-schismatiques ci-avant, aux dates parfois "juliennes" / orientales ...
- Nectaire de Sainte-Anne († 1820), martyr.
- Nicodème d'Albanie († 1722), martyr.

### Prénoms du jour
Bonne fête aux Benoît et ses variantes : Benoit, Benoist, Benoîte, Benoite, Benito, Bénito, Benita, Bénita, Benedetto, Benedetta, Benedikt, Benedikta, Benedict, Benedicta (voir les Bénédicte et ses variantes les 16 mars).
Et aussi aux :
- Olga,
- Pie (fête locale[Où ?]), Pia, Pio ;
- aux Tristan et ses formes féminines Tristana et Tristane.
- Aux Judog, Judoc.

## Traditions et superstitions

### Dictons
- « Pour Saint Benoît, le coucou chante aux bons endroits.
  - Si pour Notre Dame [15 août ?] il n'a pas chanté, il est tué ou bâillonné. »
- « Rosée du jour de Saint Benoît est rosée de vin si tu m'en crois. »[16]
- « Rosée du jour de Saint Savin, est, dit-on, rosée de vin. »[17]
- « S'il pleut le jour de Saint Benoît, il pleuvra trente-sept jours plus trois. »

### Astrologie
Signe du zodiaque : 20e jour du signe astrologique du cancer.

## Toponymie
Plusieurs voies, places, sites ou édifices de pays ou provinces francophones contiennent la date du jour dans leur nom sous diverses graphies éventuelles : voir Onze-Juillet.